# فردریک روکس
فردریک روکس (انگلیسی: Frédéric Roux؛ زادهٔ ۲۷ ژوئن ۱۹۷۳) بازیکن فوتبال اهل فرانسه است.
از باشگاه‌هایی که در آن بازی کرده‌است می‌توان به باشگاه فوتبال نانسی، باشگاه فوتبال بوردو، باشگاه فوتبال المپیک لیون، و باشگاه فوتبال آژاکسیو اشاره کرد.